# Pleurodema marmoratum
Espèce
Synonymes
- Leiuperus marmoratus Duméril & Bibron, 1840
- Chianopelas maculatus Tschudi, 1845
- Leiuperus viridis Tschudi, 1845
- Chionopelas fuscus Tschudi, 1846 "1845"
- Leiuperus sagittifer Schmidt, 1857
- Pleurodema marmorata infuscata Vellard, 1960
- Phrynopus spectabilis Duellman, 2000

Statut de conservation UICN

 LC  : Préoccupation mineure
Pleurodema marmoratum est une espèce d'amphibiens de la famille des Leptodactylidae.

## Répartition
Cette espèce se rencontre entre 3 200 et 5 400 m d'altitude :
- au Pérou dans les régions d'Ancash, d'Arequipa, d'Ayacucho, de Lima, de Cuzco, de Huancavalica, de Junin et de Pasco ;
- en Bolivie dans les départements de Cochabamba, de La Paz, d'Oruro, de Tarija et de Potosí ;
- au Chili dans la province de Parinacota, à proximité de la frontière péruvienne ;
- en Argentine dans la province de Jujuy.

## Publication originale
- Duméril & Bibron, 1840 : Voyage dans l'Amérique méridionale : (le Brésil, la république orientale de l'Uruguay, la République argentine, la Patagonie, la république du Chili, la république de Bolivia, la république du Pérou), exécuté pendant les années 1826, 1827, 1828, 1829, 1830, 1831, 1832, et 1833. vol. 5 (texte intégral).